# Riols
Riols ist eine französische Gemeinde im Département Hérault in der Region Okzitanien. Die Einwohner werden Riolais genannt.

## Geographie
Riols liegt im Tal des Flusses Jaur, vier Kilometer entfernt von Saint-Pons-de-Thomières und zählt zu den nach Fläche größten Gemeinden Frankreichs. Das Gemeindegebiet gehört zum Regionalen Naturpark Haut-Languedoc.
Die Gemeinde fasst 17 kleine Dörfer zusammen, darunter neben Riols die Orte Langlade, Bordevieille, Lignon, Ardouane, Brettes, Mézouilhac, Cassillac, Euzèdes, Marso, Condades und Roulio. Die meisten kleineren Orte sind mittlerweile nur noch sehr spärlich und teilweise auch nur über die Sommermonate bewohnt. Aufgrund der abschüssigen Lage und der Arbeitsmarktsituation sind die meisten Einwohner in die größeren Städte gezogen und nutzen ihre Wohnungen noch als Wochenend- und Ferienwohnung.

## Bevölkerungsentwicklung
| Jahr                       | 1962 | 1968 | 1975 | 1982 | 1990 | 1999 | 2010 | 2017 |
| Einwohner                  | 757  | 664  | 523  | 646  | 655  | 684  | 750  | 767  |
| Quellen: Cassini und INSEE |      |      |      |      |      |      |      |      |

## Geschichte
In den Grotten der Region konnte man Spuren von Zivilisation aus der Zeit von 3600 v. Chr. finden.
Zwischen dem 16. und 19. Jahrhundert entwickelte sich eine starke Textilindustrie, die aber mittlerweile komplett zum Erliegen gekommen ist.
Riols führte Widerstand gegen den Staatsstreich von Napoléon III. vom 2. Dezember 1851. Victor Hugo erwähnte dies 1874 in seinem historischen Roman „Quatre-vingt-treize“, welcher von dem politischen Terror des Schreckensjahres 1793 handelt.

## Sonstiges
- Riols wurde seit 2004 jedes Jahr mit dem Titel „village fleuri“, als „blumiges Dorf“ ausgezeichnet und erhielt dabei eine von maximal vier Blumen, die ähnlich den Sternen bei Hotels vergeben werden.
- In Riols (Saint-Benoît d'Ardouane) bestand von 1864 bis 1901 das Benediktinerinnenkloster Sacré-Coeur de Marie. Es war eine Tochtergründung des auf Thérèse de Bavoz zurückgehenden Klosters La Rochette in Caluire-et-Cuire bei Lyon.

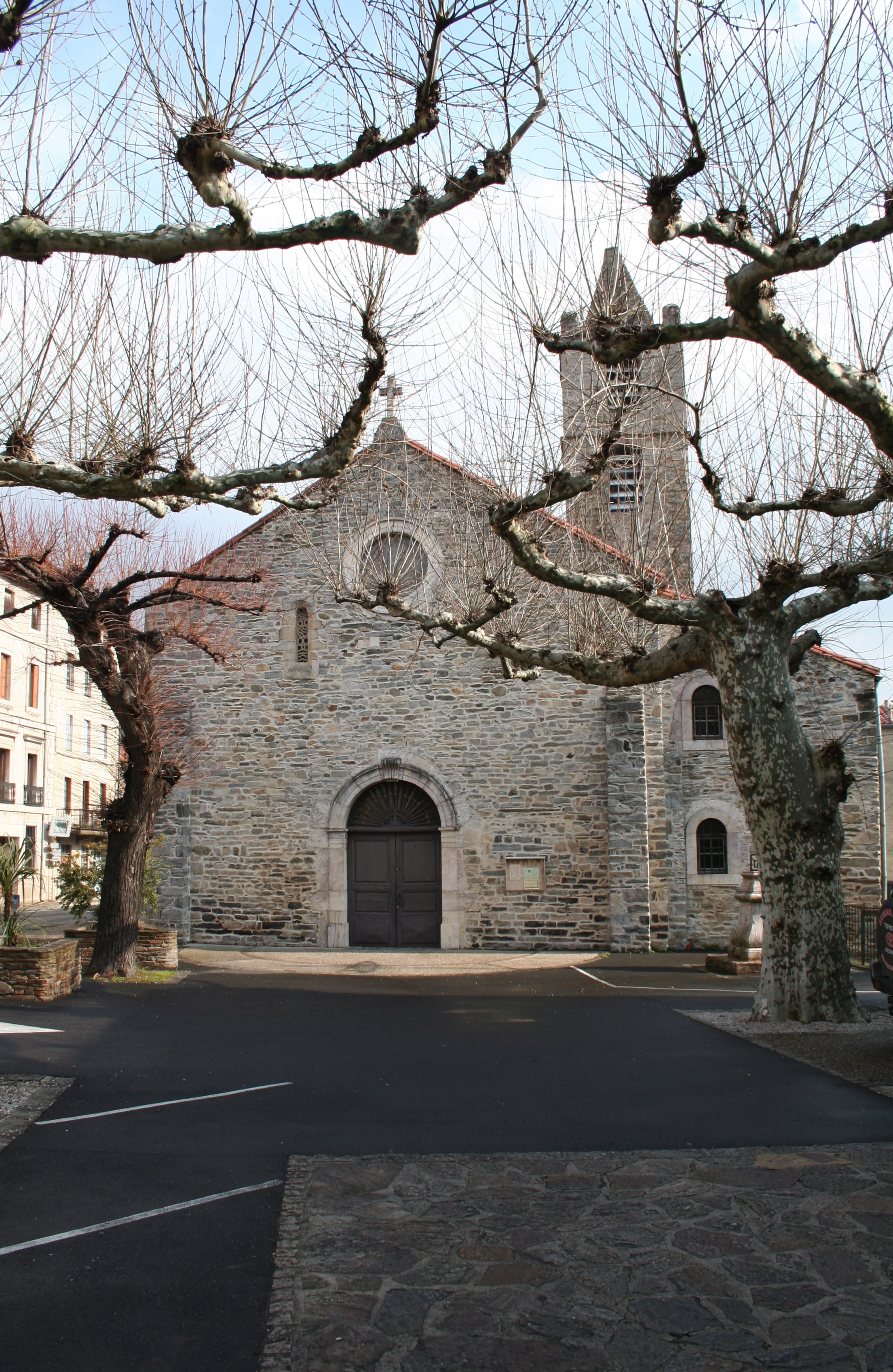
Kirche Saint-Pierre